# کرگدن دورر
کرگدن دورر تصویری است با تکنیک گراور چوبی یا باسمه که به وسیله نقاش و گراورساز آلمانی، آلبرشت دورر در سال ۱۵۱۵ میلادی ساخته شده‌است.
این اثر بر پایه یک انگاره مختصر و طرح اولیه از یک کرگدن هندی توسط یک نقاش ناشناس ایجاد شده‌بود. این کرگدن زنده یک سال پیش از خلق تصویر کرگدن دورر، وارد لیسبون شده بود. آلبرشت دورر هرگز پیش از این یک کرگدن واقعی را ندیده بود. این کرگدن نخستین نمونه زنده‌ای بود که در اروپا و پس از امپراتوری روم مشاهده شده‌بود. در اواخر سال ۱۵۱۵، پادشاه پرتغال مانوئل اول این هدیه را برای لئون دهم پیشکش کرده بود اما در اواخر سال ۱۵۱۶ این کرگدن در یک کشتی شکسته واقع در سواحل ایتالیا مرد.